# Pellegrino Riccardi
Pellegrino Riccardi (Langhirano, 12 dicembre 1905 – Parma, 19 novembre 1995) è stato un magistrato e antifascista italiano, annoverato tra i Giusti tra le nazioni per la sua attività in difesa degli ebrei della provincia di Parma, in particolare dopo l'armistizio di Cassibile.

## Biografia
Dopo la laurea in giurisprudenza, fece pratica per qualche tempo in uno studio di avvocati, per entrare poi in magistratura nel 1931.
Mentre era pretore a Fornovo di Taro, dopo l'8 settembre 1943, riuscì a salvare diversi ebrei fornendo loro documenti falsi con cui poterono espatriare in Svizzera. Uno di questi fu Rolando Vigevani (di cui era divenuto amico negli anni del praticantato) e la sua famiglia,. Un secondo che aiutò a fuggire dalla persecuzione fascista fu Aristide Foà. 
Riccardi non aiutò solo la famiglia Vigevani ed il Foà, ma molti altri ebrei e nel 1988 il suo nome venne inserito, da Israele, fra i Giusti tra le nazioni.
Nel 1944 entrò nel Comitato di Liberazione Nazionale di Parma, ma al termine della guerra lasciò la politica per dedicarsi completamente alla magistratura: fu giudice a Parma (dove ricoprì anche il ruolo di presidente della sezione penale del tribunale) e alla corte d'appello di Milano.